# إمارة كوكو
مملكة كوكو أو إمارة كوكو أو سلطنة كوكو (حوالي 1515-1638)، مملكة بربرية في العصور الوسطى التي حكمت جزء كبير من منطقة القبائل الكبرى، والتي أسسها سيدي أحمد بالقاضي. امتدت سيادة المملكة في ذروتها من جبال الأطلس إلى السهول الجنوبية لمدينة الجزائر. كانت عاصمتها كوكو، التي تستقر على رعنٍ، ويبلغ عدد سكانها حوالي 15,000 نسمة. وكان لدى المملكة قوات تتألف من 5000 جندي، و1500 فارس.
كانت كوكو واحدة من المملكتين القبايليتين العظيمتين، والأخرى هي مملكة أيت عباس.
يعد تاريخ مملكة كوكو جزءًا من حركة المعارضة السياسية في مناطق معينة من الجزائر (مملكة أيت عباس في منطقة القبايل، وسلطنة تقرت واتحادات مختلفة من الصحراء والهضاب العليا) خلال فترة إيالة الجزائر.

## علم التأريخ

### التسمية
مصطلح «مملكة» لا يعبر تمامًا عن نظام الحكم الذي قام في هذه الفترة، ولكنه موجود في النصوص الفرنسية عن منطقة القبائل. على سبيل المثال
- ذكرها لوسيان لوكلرك: «في زمن بربروس، نرى دولة صغيرة تظهر في منطقة القبائل [كذا] المعروفة في التاريخ باسم مملكة كوكو.»[3]
- وكتب لويس رين في عام 1891 في ملاحظة لعمله حول ثورة عام 1871:«تأسست مملكة كوكو عام 1510 على يد أحمد بن القاضي، الذي كان قاضياً في محكمة آخر ملوك بجاية. عندما تم الاستيلاء على هذه المدينة في 6 كانون الثاني (يناير) 1509 ، لجأ إلى القبائل في آيت الغبري في أورير. لقد أصبح رئيسًا لاتحاد كونفدرالي قوي.».[4]

### مدة بقائها
يقدر لويس رين أن هذه الحالة تراجعت منذ بداية القرن السابع عشر:«منذ عام 1618، انقسمت الأسرة، وانحسر نفوذها، وتوقف استخدام اسم أولاد القاضي، الذي كان يحمله زعماء كوكو، واستبدل باسم أولاد بوختوش. اليوم تم استيعاب الأسرة من قبل عنصر البربر وليس لها سوى تأثير ضئيل في السباو العلوي. كوكو هي تادرت [قرية] يبلغ عدد سكانها 600 نسمة مقسمة إلى ست قرى صغيرة. هو جزء من كسور إيمساحال من آيت يحيى، في منابع سباو».
قدر كميل لاكوست دوجاردان أن مملكة كوكو استمرت لقرنين من الزمان.

## موقع العاصمة

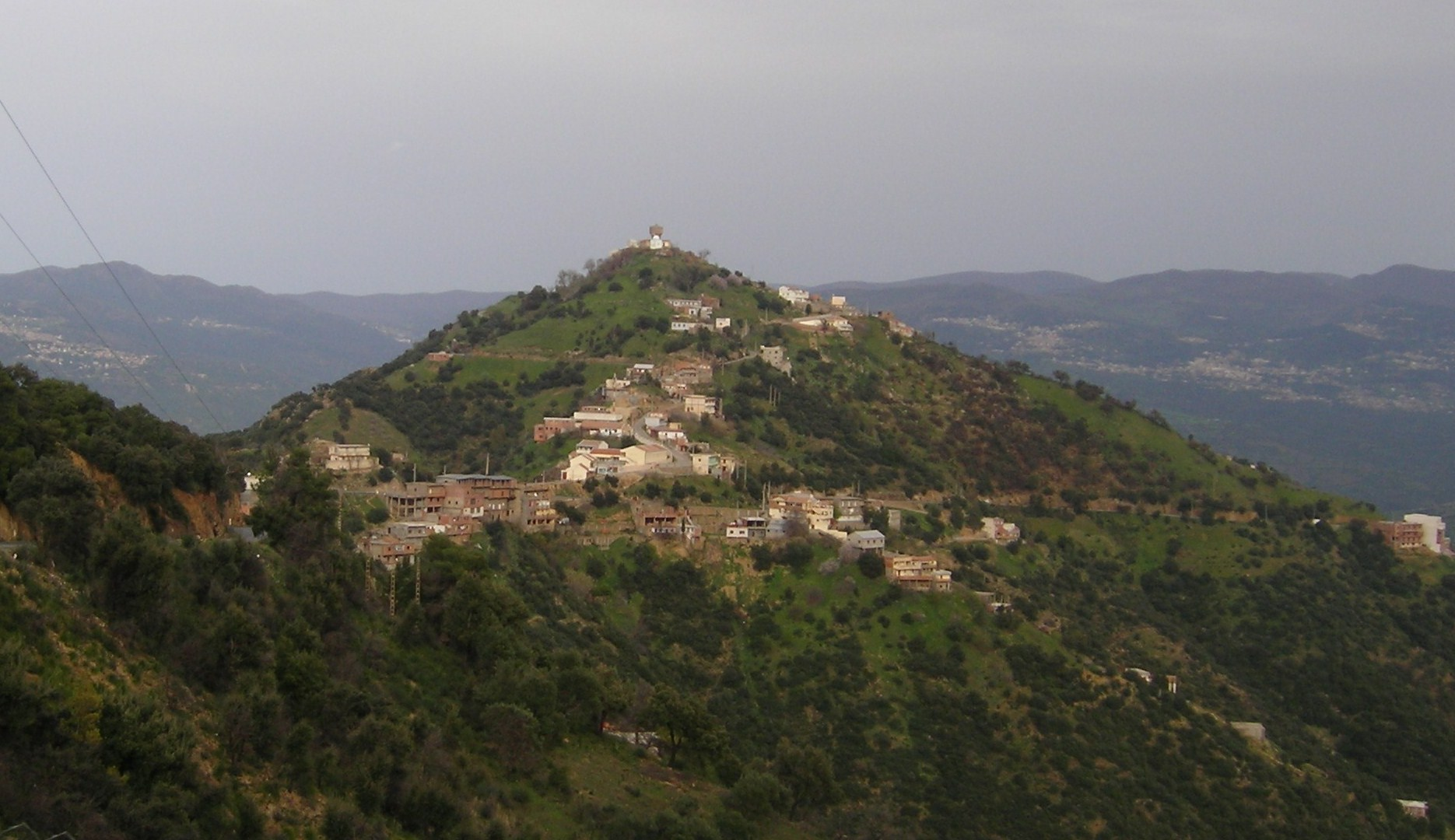
منظر لقرية كوكو في بلدية آيت يحي من ولاية تيزي وزو مأخوذة من تافراوت

كوكو هي قرية قبائلية من بلدية أيت يحي من دائرة عين الحمام، من ولاية تيزي وزو الجزائرية. تبعد حوالي 54 كم جنوب شرق مدينة تيزي وزو، تقع على الطريق الوطني رقم 71 بين بلدية عين الحمام وبلدية عزازقة.
بسبب موقعها بجبال جرجرة المعروفة بقمة لالة خديجة بارتفاع 2308م، فإن هذه القرية تطل على حوض وادي مسويا وواد سيباو وهذا ما جعلها تشرف على كل المنطقة الواقعة بين ايلولا ايمولا وواقنون وجعل منها موقعا عسكريا استراتيجيا وقد اتخذها أحمد ثم عمار من اسرة أولاد القاضي مركزا لامارة كوكو في القرن 16، ومنها اشتق اسم «مملكة كوكو».

## تاريخ

### التأسيس

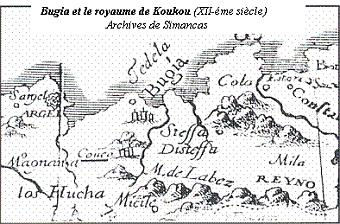
خريطة مملكة كوكو

تتنافس فرضيتان لشرح تأسيس مملكة كوكو.
- الأولى أنها قد تأسست قبل سقوط بجاية الإسبان على بجاية عام 1510؛[6] في سياق إضعاف القوة الحفصية. هذه الفرضية غير مدعومة جيدًا لأنه من غير المحتمل أن يتسامح الحفصيون مع تشكيل هذه الإمارة قبل الاستيلاء على بجاية.[7]
- وتنسبه الأخرى إلى عائلة بلقاضي إمرابدن (سلالة مرابطية)، وهي عائلة علماء كانت في خدمة سلطان بجاية المنشق عن الحفصيين في تونس، وأصلهم من قرية أورير من قبيلة آيت غوبري بمنطقة القبائل الكبرى. وهم أيضًا من نسل أبو العباس الغبريني القاضي الكبير اللامع في بجاية من القرن الثالث عشر. في خدمة الحفصيين، من الصعب أن نتخيل أنهم كانوا يشكلون إمارتهم قبل سقوط بجاية.[7]

أثناء سقوط بجاية (1510) وأثناء استيلاء العثمانيون على جيجل في عام 1514، عهد الحفصيون (المقسمون بين سلطان في تونس وآخر في قسنطينة) إلى أحمد بلقاضي مهمة الدفاع عن الجزء الغربي من دولتهم، مانحين إياه لقب الخليفة وليس الأمير لأنه ليس حفصياً. رغم أن لقب الخليفة هذا غير مؤكد، حيث تذكر التقاليد المحلية أنه كان سيشغل وظائف والي عنابة خلال الفترة الحفصية)، فإن هذه المسؤوليات على مستوى الجزء الغربي من الممتلكات الحفصية بعد الاستيلاء على بجاية منحته دور القيادة السياسة. في الواقع، كان أحمد بلقاضي زعيمًا جمع القوى المحلية في "الحرب المقدسة "ضد الإسبان الذين استولوا على بجاية. اعتزم العثمانيون، الذين أصبحوا يتمتعون بالسيادة في الجزائر العاصمة ويمتلكون مدينة جيجل، ترسيخ وجودهم في منطقة المغرب الأوسط. ربطت علاقة صداقة متينة بين عروج بربروس وأحمد بلقاضي الذين قادا معًا الحملات ضد الأماكن التي يسيطر عليها الإسبان عن طريق هجوم بلقاضي وفرقه القبايلية براً وعروج بربروس بحراً. في عام 1512، ناشد الأمير المحلي لبجاية، في المنفى، القراصنة لتخليصه من الإسبان، ووعد عروج، في حالة نجاحه، ليس فقط بالدفع له، ولكن ليجعله سيد بجاية، التي تمتلك ميناءً من شأنه أن يبقيه آمنًا طوال العام. إلا أن حصار بجاية ‏ فشل، كما فقد عروج ذراعه اليسرى.
احتفظ عروج بمحيط الجزائر العاصمة منطقةً خاصةً به وعين منطقتين، واحدة في الشرق والأخرى في الغرب. فترك بذلك الشرق معقلًا وراثيًا لبلقاضي وواصل حملة إلى تلمسان ضد السلطان الزياني المتحالف مع الإسبان. كانت هذه الحملة كارثة بالنسبة للعثمانيين حيث انتهت بموت عروج. كسر بلقاضي تحالفه مع العثمانيين وأسس عاصمته في قلب بلد الزواوة (في أورير ثم في كوكو) وبذلك جذب الانتقام من خير الدين، شقيق وخليفة عروج بربروس. كامت قبيلة آيت الغبري الداعم الرئيسي لعائلة بلقاضي حيث نشأوا فيها؛ لذلك صُنفوا، لا سيما في التأريخ الإسباني، ملوك كوكو (ريس دي كوكو) وزواوة (لوس أزواجوس).
وفقًا لهيو روبرتس، يجب أن يُنظر إلى مملكة كوكو على أنها امتداد للنظام الحفصي القديم الذي عمل على الدفاع عن مواقعه في المنطقة. وفي مواجهة انهيار هذا النظام، ثم السياسة العدوانية لإيالة الجزائر اقتربت المملكة من الإسبان لعقد تحالف.

### الصراع مع إيالة الجزائر

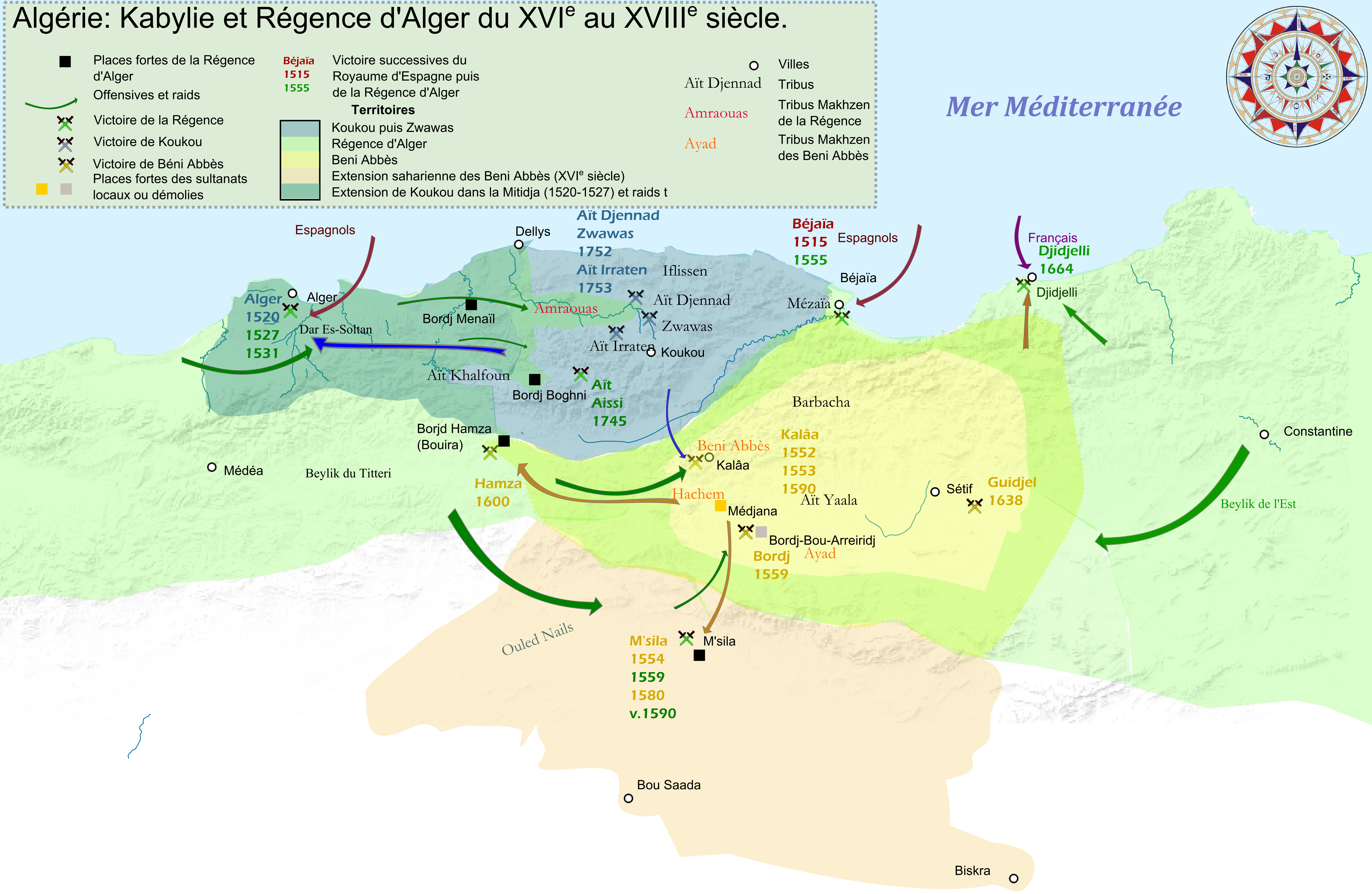
مملكة كوكو وإمارة الجزائر

في عام 1519، شن خير الدين، على رأس إيالة الجزائر، حملة ضد بلقاضي. أرسل السلطان الحفصي لتونس قوات تعزيزات إلى بلقاضي وألحق هزيمة ثقيلة بخير الدين في وادي يسر. خير الدين، المحروم من الدعم الداخلي (عروش القبايل) مع انتكاسة عام 1518 في تلمسان وتحت الضغط الإسباني، قرر طلب دعم السلطان سليم الأول. لذلك هناك تنافس بين خير الدين، إيالة الجزائر بدعم من العثمانيين، وبلقاضي، بدعم من حفصيي تونس. في السنوات التالية، استولي بلقاضي على الجزائر (1520) وصار في الواقع ملك كوكو والجزائر من 1520 إلى 1525/1527.
خلال تحالفهم مع العثمانيين (قبل 1518)، حكم بلقاضي الأراضي الممتدة من جرجرة إلى سطيف وقسنطينة. منذ الانفصال عن العثمانيين في عام 1518، ظهرت سلطنة بني عباس المملكة الأمازيغية المنافسة على الضفة الشرقية للصومام، وازداد نفوذ أتراك إيالة الجزائر في الشرق (الاستيلاء على جيجل، القل، قسنطينة...) تقلص نطاق أراضيها إلى منطقة تتوافق عالميًا مع منطقة القبائل الكبرى والتي ستحتفظ بها خلال القرون التالية.
طوال القرن السادس عشر، لعب آيت القاضي دورًا سياسيًا إقليميًا مهمًا بالتحالف مع الإسبان ضد الأتراك أو مع الأتراك ضد الإسبان، وفقًا للفرص السياسية ومخاطر اللحظة. في عام 1520، قام سلطان تونس، الذي كان لديه مخاوف بشأن صعود العثمانيين، سار إلى مدينة الجزائر وتعرض العثمانيون لخيانة قوات قبائل كوكو وأجبروا على الفرار. كانت قوات كوكو التي احتلت الجزائر مكروهة هناك بسبب طغيانها، مما سهل على خير الدين استعادة هذه الأراضي.
اعتبرت كوكو بعد ذلك واحدة من أقوى القوى في البحر الأبيض المتوسط. بعدما أُسر سيدي أحمد أو القاضي في إحدى المعارك وقتلته قوات مملكة بني عباس - أشقائه الأعداء - ونُقل رأسه إلى الجزائر. تفرق أفراد القبائل الذين حُرموا من زعيمهم. وأصبح الأتراك مرة أخرى سادة الجزائر بعدما رحب بهم السكان كمحررين. «كرئيس تابع مستقل، كان الأقوى هو ملك كوكو، من عائلة بن القاضي، سيد قبائل جرجرة، الذي رأيناه على التوالي حليف العثمانيين وخصمهم، والذي انتهى به المطاف إلى قبول الحكم العثماني. إنه سيد إقطاعي سيد على نفسه وليس عليه أي التزام آخر سوى خدمة أفراد العائلة المالكة، التي لا نعرف عددها،  بايلك الجزائر، وتزويده بمساعدته العسكرية. سنرى الأتراك يعملون بلا كلل لتقليل استقلاليتهم والتعدي على أراضيهم.».

في عام 1546، خلف سي اعمر أيت القاضي والده. وحكم حتى عام 1618، تاريخ اغتياله على يد شقيقه محمد الذي استولى على السلطة.(1) لجأت أرملته عائشة الحامل مع والديها إلى العائلة المالكة للحفصيين في تونس حوالي عام 1618. في نفس العام، أنجبت ولداً لُقب بوختوش(2)، إذ عاد أحمد التونسي بوختوش، وهو لا يزال في سن المراهقة، إلى منطقة القبايل، على رأس فرقة من الجنود وضعها تحت تصرفه السلطان حفصي بتونس، فأطاح بالمغتصب، واستعاد عرش والده، 'وأقام في أورير. خلال فترة حكمه، صد غزوات الإنكشارية ونجح في الحفاظ على استقلال المملكة. بعد فشل الأتراك في إخضاع آل كوكو، فإنهم يكتفون باحتوائهم.

خريطة الإمارات الجزائرية بين 1600م و1700م

عندما توفي سي أحمد التونسي عام 1696، تمزقت الأسرة بسبب حرب الخلافة الدموية. لكن الابن الثاني لسي أحمد، المدعو سي علي وزعيم السد التحتاني، خلفه عام 696. أضعفت الانقسامات المملكة، وأصبحت منطقة القبائل فريسة في متناول الأهداف العثمانية، وفي بداية القرن الثامن عشر، أسس العثمانيون برجًا في تازارارت على الضفة اليمنى لسيباو. لكنه واقع في سهلً فسرعان ما دمره القبايل.
في عام 1720، أسس علي خوجة (3)برجًا في وادي سباو، وأسس آخر في عام 1724 في وادي بوغني. زعيم المقاومة هو سي علي بوختوش؛ هُزم في ذراع بن خدة، ثم بعد ذلك في بولزازن. في 1730، نظم علي خوجة في المخزن ‏ من Amraouas (قبيلة من القبائل)، ثم استعادة برج من تازارارت. لم يسع الباشوات في الجزائر العاصمة إلى بسط سلطتهم مباشرة على منطقة القبائل الكبرى، لكنهم خلقوا قيادة كبيرة في الجزء من البلاد الذي لم يعد تحت سيطرة سلطات القبائل المركزية، ووضع العثمانيون على رأسها رجالًا من العائلات الكبيرة في المنطقة والتي لها بالفعل تأثير قوي على السكان.

وجه محمد الدباح خليفة علي خوجة باي التيطري عدة غزوات ضد منطقة القبايل دون جدوى. قُتل الدباح عام 1754 أثناء معركة ضد أيت (بني) إراثين بالقرب من تالا ن سمدة. ودفعت قواته إلى ما وراء ضفاف نهر سيباو.

امارة كوكو في وقت توماس شاو والتي تم طبعها في 1757

بعد وفاة الدباح عام 1754، اندلعت ثورة عنيفة في منطقة القبائل ضد النظام العثماني. في ليلة 16 يوليو 1756 هاجم القبايل برج بوغني وقتل القائد أحمد وطردت الحامية العثمانية ثم دمرت القلعة بالكامل. في 25 أغسطس 1756 وبتشجيع من هذا النجاح هاجم القبايل برج البويرة ولكن العثمانيون صدوهم. استغرق الأمر ثلاثة طوابير عثمانية لهزيمة التمرد. أعيد بناء برج بوغني مرة أخرى ، لكن شريف آغا قتل في القتال.
في عام 1818، دُمِّر البرج للمرة الثانية خلال انتفاضة قبيلتي المخزن في منطقة القبايل، أمرواس سيباو وقشتولة بوغني: كان على الحامية العثمانية الاستسلام بعد 7 أيام من الحصار . عُين آغا العرب الجديد يحيى بن مصطفى في 8 سبتمبر 1817، القوي بحياده اتجاه الاتحادات الأخرى، أوصل التمرد إلى نهايته وأُعدم قادة التمرد في كمين. أعيد بناء برجي بوغني وسيباو وتزويدهما بالنوبة 
وبعد سنوات قليلة، قامت القبائل الشرقية بدورها بالهجوم. حيث عزل المزايون بجاية وقطع بني عباس الاتصالات بين مدينة الجزائر وبجاية وقسنطينة. في عام 1824، قاد يحيى آغا عدة حملات ضدهم دون نتيجة تذكر. ثم كان عليه أن ينقلب على آيت واجنون وآيت جناد الذين رفضوا توفير الخشب اللازم للصناعة البحرية. وبسبب عدم تحقيق نصر نهائي، انتهى الأمر بالعثمانيين بالرضا باتفاقية مذلّة إلى حد ما، لكنها تركتهم يسيطرون على السهول.
إبراهيم آغا، الذي خلف يحيى آغا عام 1828، الذي أُعدم بأمر من الداي، كان آخر آغاوات العرب التابعين للنظام العثماني. عمليا لم يتدخل في منطقة القبايل.

### زفاف ابنة ملك كوكو إلى قائد الأميرالية علي بتشين
يقول الأستاذ بن مدور، واستنادا إلى مصادر تاريخية، إن العلاقة العدائية الموجودة بين ملوك كوكو والعثمانيين عرفت تحسنا بدليل زواج علي بتشين وهو قائد الأميرالية في العهد العثماني مع ابنة أحمد الغبريني، وفي يوم زفافها فقد أتى بها موكب يجره جيش جرار ولما وصلوا إلى الجزائر العاصمة استقر بهم المقام بأعالي جبل باب الوادي أي خارج أسوار مدينة الجزائر القديمة، ومنه أخذ هذا المرتفع اسم جبل كوكو إلى وقتنا الحالي.

## العلاقات الخارجية والدبلوماسية

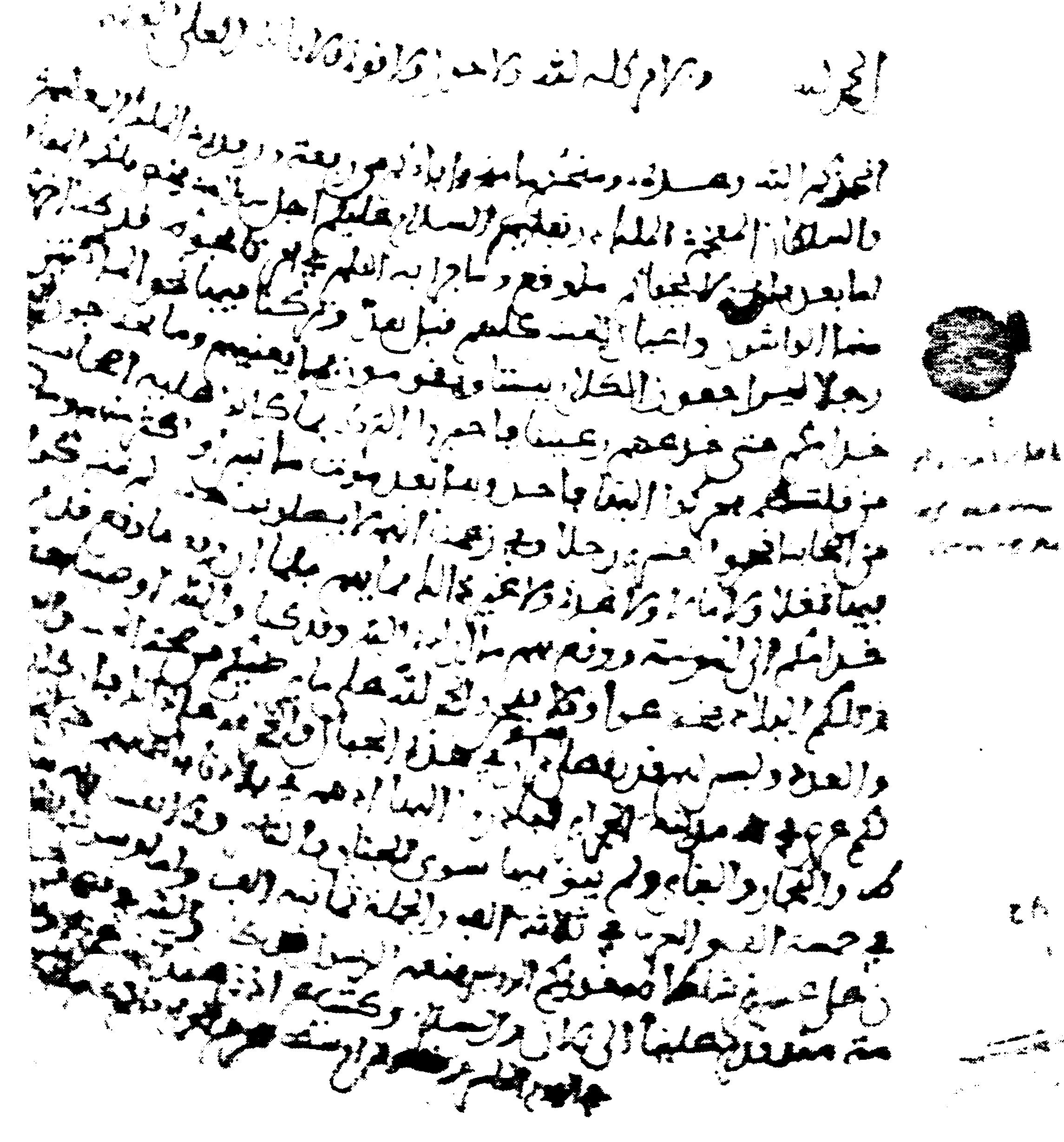
رسالة ملك كوكو عمار بلكادي إلى فيليب الثاني ملك إسبانيا

تشير الرسائل المختلفة من المفاوضات بين إسبانيا وكوكو إلى عدة أشياء ومنها الرغبة في التحالف ضد العثمانيين، والذي يُعتبر عدوًا مشتركًا، ولهذا تدعي مملكة كوكو امكانية حشدها لما يصل إلى 100000 رجل، بدعوى أنها متفوقة على عدو. ومن جهة أخرى تطلب إرسال مسحوق البارود والرصاص. قدم ملك كوكو عدة مزايا للملك الإسباني، ومنها إمكانية بناء قلعة قوية في وهران. رغب ملك كوكو في رؤية 50 قوادس راسية في أحد موانئه، خلال عام 1604، لكن محاولة تزويد فرقاطات من ميورقة بالإمدادات فشلت.
ذهب اثنان من أعيان المملكة (يُدعيان عمار الكبير وعبد الملك) إلى بلاط فيليب الثالث. وكانت الوساطة من خلال راهب فرنسيسكاني، وقد أقام سفراء مملكة كوكو لعدة أشهر في ميورقة عام 1603، وتحول أحدهم إلى الكاثوليكية.

## السلطة والمجتمع
لا يمكن لطبيعة السلطة الملكية التي مارسها السلطان على القبائل، ولا سيما الزواوة، أن تأخذ شكل الإدارة المركزية. ولا يبدو أن أي قبيلة أو قرية مستعدة للتخلي عن الجماعة المحلية المنتخبة ديمقراطياً ولم يحاول سلاطين كوكو إصلاحهم. يظهر سلطان كوكو في الواقع، بصفته سيدًا عظيمًا بجيش قوي بما يكفي لإعادة النظام وكبح القلاقل على المستوى الداخلي والقيام بحملات إلى الخارج. وفقًا لمارمول وكارجافال، كان للسلطنة في بداية تاريخها فيلق نظامي قوامه 5000 نشاب و1500 فارس، وقوات أخرى من الرجال من البلاد من الذين يعرفون كيفية التعامل مع الأسلحة. على مدار تاريخها، يبدو أن هذه القوات قد تعززت فعمار بلقاضي كتب للملك فيليب الثاني ملك إسبانيا أنه يستطيع حشد «100,000 رجل». غالبًا ما يُوظف هذا الجيش، إما ضد إيالة الجزائر، أو على العكس من ذلك في إطار تحالفات لمساعدته في الغرب الجزائري أو ضد القوى المسيحية، أو ضد المملكة المنافسة آيت عباس.
تشارك جميع قبائل السهول أو الجبال العالية في المجهود الحربي من أجل المكانة الدينية التي تلهمها سلالة بلقاضي، وهي لعبة التحالفات القبلية، وليس لأسباب سياسية. يطالب بلقاضيون بالضرائب والرسوم والسخرة للحفاظ على قواتهم ومناطقهم الشاسعة في السهل. ومع ذلك، يتم تقديم هذه المطالب بصعوبة كبيرة، لا سيما بين قبائل الجبال العالية الذين يشعرون بالأمان من سلطتهم. لذلك فإن الحكام المحليين لديهم سلطة محدودة على مجتمعهم ولديهم منازل فخمة متواضعة في كوكو أو أورير.

## اصل سلالة ملوك كوكو
يقول محمد بن مدور إن «مملكة كوكو» تناوب عليها 9 ملوك وهم من سلالة بني القاضي، سلالة بربرية من السلاطين حكمت في منطقة القبائل الكبرى وجبال جرجرة في الجزائر من 1511 - 1750م مقرهم جبل كوكو بجبال جرجرة بتيزي وزو. ترجع هذه العائلة في نسبها إلى الصوفي سيدي محند السعيد بن القاضي الذي أسس بمنطقة الصومام الزاوية المشهورة باسمه، واستطاع ابنه أبو العباس أن يحتل مكانة كبيرة بين أهالي مدينة الجزائر العاصمة. كانت المدينة تحكمها أسرة الثعالبة (عربية)،
وهؤلاء السلاطين هم أبو العباس أحمد بن القاضي (1511 - 1527)، أحمد بن القاضي بن علي بن أحمد، قتل على يد أحد أتباعه، محمد بن القاضي (1527 - 1560) أحمد بن أحمد (1560 - 1583)، محمد بن أحمد (1583) عمر بن أحمد، عمر بن عمر (1598) أحمد بن عمر التونسي (1632 - 1696)، علي بن أحمد (1696 - 1750)

## كوكو ضمن التراث الوطني المحمي
من أجل حماية التراث المادي وحفظه من الضياع والاندثار فقد تم تصنيف منطقة كوكو، مؤخرا، ضمن التراث الوطني المحمي، ولحماية الثروة الغابية من الحيوانات التي تعيش فيها تم إنشاء الحظيرة الوطنية لجرجرة بمقتضى مرسوم رقم 83460 المؤرخ في 23 جويلية 1983م، والتي تقدر مساحتها ب 18550 هكتار.

## في الثقافة الشعبية
- قصيدة الأسترالي كينيث سليسور عن ملك كوكو.>[26]
- في الجزائر، التاريخ الرسمي يختصر ملوك كوكو إلى «أسطورة». لا توجد مؤسسة ولا مبنى عام مخصص لتاريخها[27]

## روابط خارجية
- نسب ملوك كوكو

## الهوامش
- 1: من المحتمل أن يكون سي أحمد بوختوش، يشير صك عربي إلى أنه أمير في 1625-1626.
- 2: الرجل صاحب الرمح
- 3: لا نعرف بالضبط موعد وصول هذا الزعيم العثماني إلى منطقة القبايل: القطعة الوحيدة التي تحمل التاريخ، حيث ذُكرت، هي من 1720 إلى 1721.

### فهرس المراجع
1. ↑  Roberts 2014، صفحة 165.
2. ↑  Lugan 2016، صفحة 216.
3. ↑  Lucien 1864، صفحة 61.
4. 1 2  Rinn 1891، صفحة 10.
5. ↑  Lacoste 2003، صفحة 70.
6. ↑  Choueiri 2008.
7. 1 2 3  Roberts 2014.
8. ↑  Diego de Haedo 1881.
9. 1 2 3 4  Genevois 1974.
10. ↑  Roberts 2014، صفحة 209.
11. ↑  Roberts 2014، صفحة 188.
12. ↑  Genevois 1974
13. ↑  Bachelot 2011، صفحة 18.
14. ↑  de Montpeyroux-Brousse 1967، صفحة 214.
15. ↑  Mercier 1891، صفحة 144.
16. 1 2  Robin 1873، صفحة 135.
17. 1 2  Robin 1873، صفحة 136.
18. 1 2  Robin 1873، صفحة 137.
19. ↑  Roberts 2014، صفحة 262.
20. ↑  Robin 1873، صفحة 138.
21. 1 2  Robin 1873، صفحة 140.
22. 1 2 3  Encyclopédie berbère 1985، صفحة 254-258.
23. ↑  Boyer 1970، صفحة 25 -- 40.
24. ↑  de Montpeyroux-Brousse 1967.
25. ↑  Dakhlia & Vincent 2011، صفحة 486.
26. ↑  Stewart 1964.
27. ↑  "Le royaume de Koukou (1514 – 1730)". Une histoire occultée (بالفرنسية). 2014. Archived from the original on 2020-05-04.

### المعلومات الكاملة للمراجع
- Boulifa, Ammar ou Saïd (1925). Le Djurdjura à travers l'histoire, depuis l'antiquité jusqu'à 1830 : organisation et indépendance des Zouaoua, Grande Kabylie (بالفرنسية). الجزائر: J. Bringau. ISBN:978-9931-355-14-4. OCLC:1057702924. Archived from the original on 2020-08-20.
- Roberts, Hugh (30 Aug 2014). "Rise and fall of the lords of Koukou". Berber Government: The Kabyle Polity in Pre-colonial Algeria (بالإنجليزية). I.B.Tauris. ISBN:9781845112516. Archived from the original on 2020-08-20. Retrieved 2016-10-02.{{استشهاد بكتاب}}:  صيانة الاستشهاد: التاريخ والسنة (link)
- Lugan, Bernard (2 Jun 2016). Histoire de l'Afrique du Nord: Des origines à nos jours (بالفرنسية). Editions du Rocher. p. 216. ISBN:9782268085357. Archived from the original on 2020-08-20.{{استشهاد بكتاب}}:  صيانة الاستشهاد: التاريخ والسنة (link)
- Lucien, Leclerc (1864). Une Mission médicale en Kabylie (بالفرنسية). Chez J.-B. Ballière. p. 61. Archived from the original on 2020-08-20.{{استشهاد بكتاب}}:  صيانة الاستشهاد: التاريخ والسنة (link)
- Rinn, Louis (1891). Histoire de l'insurrection de 1871 en Algérie (بالفرنسية). Librairie A. Jourdan. p. 10. OCLC:3387643. Archived from the original on 2020-08-20.
- Genevois, Henri (1 Jan 1974). Légende des rois de Koukou: Sidi Àmer Ou-Elquadi : Sidi Hend, le tunisien (بالفرنسية). Le Fichier périodique. Archived from the original on 2017-10-09. Retrieved 2016-10-02.{{استشهاد بكتاب}}:  صيانة الاستشهاد: التاريخ والسنة (link)
- Mercier, Ernest (1891). Histoire de la berbérie (بالفرنسية). p. 144.
- de Montpeyroux-Brousse, André (1 Jan 1967). Pirates d'hier et soldats de France: de la croix au croissant en passant par les Conciles (بالفرنسية). Tour St. Jean. p. 214. Archived from the original on 2017-12-02. Retrieved 2015-08-30.{{استشهاد بكتاب}}:  صيانة الاستشهاد: التاريخ والسنة (link)
- Bachelot, Bernard (1 Oct 2011). Louis XIV en Algérie: Gigeri - 1664 (بالفرنسية). Editions L'Harmattan. ISBN:9782296470880. Archived from the original on 2017-12-02. Retrieved 2015-08-30.{{استشهاد بكتاب}}:  صيانة الاستشهاد: التاريخ والسنة (link)
- Lacoste, Camille (2003). Le voyage d'Idir et Djya en Kabylie : initiation à la culture kabyle [رحلة إيدير وجيا إلى منطقة القبايل: التنشئة على ثقافة منطقة القبائل] (بالفرنسية). باريس، فرنسا: دار نشر آرماتان. p. 70. ISBN:2-7475-4032-4. OCLC:52556353. Archived from the original on 2020-08-20.{{استشهاد بكتاب}}:  صيانة الاستشهاد: التاريخ والسنة (link)
- Stewart، Douglas (1964). Modern Australian Verse. University of California Press. مؤرشف من الأصل في 2017-12-02.
- Choueiri، Youssef M. (15 أبريل 2008). A Companion to the History of the Middle East. John Wiley & Sons. ISBN:9781405152044. مؤرشف من الأصل في 2019-12-10.{{استشهاد بكتاب}}:  صيانة الاستشهاد: التاريخ والسنة (link)
- Encyclopédie berbère (بالفرنسية). Éditions Peeters. 1 Nov 1985. p. 254–258. ISBN:2857442092. OCLC:12214447. Archived from the original on 2017-11-03. Retrieved 2017-12-02.{{استشهاد بكتاب}}:  صيانة الاستشهاد: التاريخ والسنة (link)
- Robin، Joseph Nil (1873). "note sur l'organisation militaire et administrative des turcs dans la grande kabylie": 132–140. مؤرشف من الأصل في 2022-08-17. اطلع عليه بتاريخ 2020-08-21. {{استشهاد بدورية محكمة}}: الاستشهاد بدورية محكمة يطلب |دورية محكمة= (مساعدة)
- Dakhlia, Jocelyne; Vincent, Bernard (5 Oct 2011). Les Musulmans dans l'histoire de l'Europe - tome 1: Une intégration invisible (بالفرنسية). Albin Michel. p. 656. ISBN:9782226267528. OCLC:800937417. Archived from the original on 2020-08-21. Retrieved 2015-07-05.
- Boyer، Pierre (1970). "Espagne et Kouko. Les négociations de 1598 et 1610". Revue des mondes musulmans et de la Méditerranée. ج. 8 ع. 1: 25–40. DOI:10.3406/remmm.1970.1080. مؤرشف من الأصل في 2018-06-03.{{استشهاد بدورية محكمة}}:  صيانة الاستشهاد: التاريخ والسنة (link)

## قراءة موسعة
- Robin، Joseph Nil (1873). "note sur l'organisation militaire et administrative des turcs dans la grande kabylie": 132–140. مؤرشف من الأصل في 2022-08-17. اطلع عليه بتاريخ 2020-08-21. {{استشهاد بدورية محكمة}}: الاستشهاد بدورية محكمة يطلب |دورية محكمة= (مساعدة)
- Louis de Marmol, Descripcion général de Africa, 1573-99.
- Carrera de Cordoba, Relaciones de las cosas succedidas en el corte de Espana desde 1599 hasta 1614, Madrid, 1857
- Mustafa Ben Hussain Al-Hussayni dit « Djennabi », El bahr ez zekhan wa l'ilem et teyyar, vers 1590 (traduction E. Fagnan, Alger, 1924).
- A. Noureddine, Ghazawat Aroudj wa Kheir eddin, Alger, 1934